# 珀斗星来
珀斗 星来（はくと せいら、11月24日 - ）は、宝塚歌劇団花組に所属する男役。
北海道札幌市、札幌日本大学高校出身。身長167cm。愛称は「かっちょ」、「はくと」。
姉は月組娘役の白雪さち花。

## 来歴
2016年4月、宝塚音楽学校入学。
2018年4月、宝塚歌劇団に104期生として入団。入団時の成績は10番。星組宝塚大劇場公演『ANOTHER WORLD／Killer Rouge』で初舞台。その後、花組に配属。

## 主な舞台

### 初舞台
- 2018年4月～6月、『ANOTHER WORLD／Killer Rouge』（宝塚大劇場のみ）

### 花組時代
- 2018年7 - 10月、『MESSIAH -異聞・天草四郎-』新人公演：甚左衛門（本役：千幸あき）『BEAUTIFUL GARDEN −百花繚乱−』
- 2018年11 - 12月、『蘭陵王―美しすぎる武将―』（梅田芸術劇場シアタードラマシティ・KAAT神奈川芸術劇場）周雲
- 2019年2 - 4月、『CASANOVA』
- 2019年5 - 6月、『Dream On!』（バウホール）
- 2019年8 - 11月、『A Fairy Tale -青い薔薇の精-』新人公演：精霊ダンサー『シャルム!』
- 2020年1月、『マスカレード・ホテル』（ドラマシティ・日本青年館） - 龍崎
- 2020年7 - 11月、『はいからさんが通る』
- 2021年1 - 2月、『NICE WORK IF YOU CAN GET IT』（東京国際フォーラム・梅田芸術劇場） - ジョン
- 2021年4 - 7月、『アウグストゥス-尊厳ある者-』『Cool Beast!!』
- 2021年8 - 9月、『銀ちゃんの恋』（KAAT神奈川芸術劇場・ドラマシティ） - 橘の子分
- 2021年11 - 12月、『元禄バロックロック』新人公演：スリ（本役：芹尚英）『The Fascination（ザ ファシネイション）!』（宝塚大劇場）
- 2022年1 - 2月、『元禄バロックロック』『The Fascination（ザ ファシネイション）!』（東京宝塚劇場）
- 2022年3 - 4月、『TOP HAT』（梅田芸術劇場） - リポーター（一幕）
- 2022年6 - 7月、『巡礼の年〜リスト・フェレンツ、魂の彷徨〜』新人公演：ウジェーヌ・ドラクロワ（本役：侑輝大弥）『Fashionable Empire』（宝塚大劇場）
- 2022年8 - 9月、『巡礼の年〜リスト・フェレンツ、魂の彷徨〜』『Fashionable Empire』（東京宝塚劇場）
- 2022年10 - 11月、『殉情（じゅんじょう）』（バウホール） - 富松
- 2023年1月、『うたかたの恋』『ENCHANTEMENT（アンシャントマン）-華麗なる香水（パルファン）-』（宝塚大劇場）
- 2023年2 - 3月、『うたかたの恋』新人公演：フィリップ皇子（本役：一之瀬航季）『ENCHANTEMENT（アンシャントマン）-華麗なる香水（パルファン）-』（東京宝塚劇場）
- 2023年4 - 5月、『二人だけの戦場』（梅田芸術劇場・東京建物 Brillia HALL）
- 2023年7 - 10月、『鴛鴦歌合戦（おしどりうたがっせん）』新人公演：香川屋宗七（本役：羽立光来）、熊谷直実（本役：峰果とわ）『GRAND MIRAGE!』
- 2023年11 - 12月、『激情』『GRAND MIRAGE!』（全国ツアー）
- 2024年2 - 3月、『アルカンシェル』（宝塚大劇場）
- 2024年4 - 5月、『アルカンシェル』（東京宝塚劇場）新人公演：ギヨーム・ブラン（本役：紫門ゆりや）、オットー・フォン・シュレンドルフ（本役：羽立光来）
- 2024年7 - 8月、『Liefie（リーフィー）-愛しい人-』（日本青年館・ドラマシティ） - ベン（記者）
- 2024年9 - 2025年1月、『エンジェリックライ』新人公演：情報屋トト（本役：羽立光来） 『Jubilee（ジュビリー）』
- 2025年3月、『マジシャンの憂鬱』『Jubilee』（博多座）
- 2025年6 - 9月、『悪魔城ドラキュラ』『愛, Love Revue!』
- 2025年11 - 12月、『DEAN』（ドラマシティ・日本青年館ホール）